# Torre di Trabuccato
La torre di Trabuccato è una torre costiera situata nell'omonima località sull'isola dell'Asinara, appartenente amministrativamente al comune di Porto Torres. Sotto di essa si trovano una spiaggia e dei fabbricati abbandonati.

## Storia
La torre difensiva, la più antica dell'isola, fu costruita nel 1609 su progetto di Andrea Perez, capitano ordinario delle Opere del Regno di Sardegna.
Nel corso del XVIII secolo, la struttura fu sottoposta a una serie di restauri, tra il 1720 e il 1778.

## Architettura
La torre si sviluppa su una pianta circolare, con copertura piana; al suo interno è presente un ambiente chiuso superiormente da una volta a cupola.